# Армянская улица (Владикавказ)

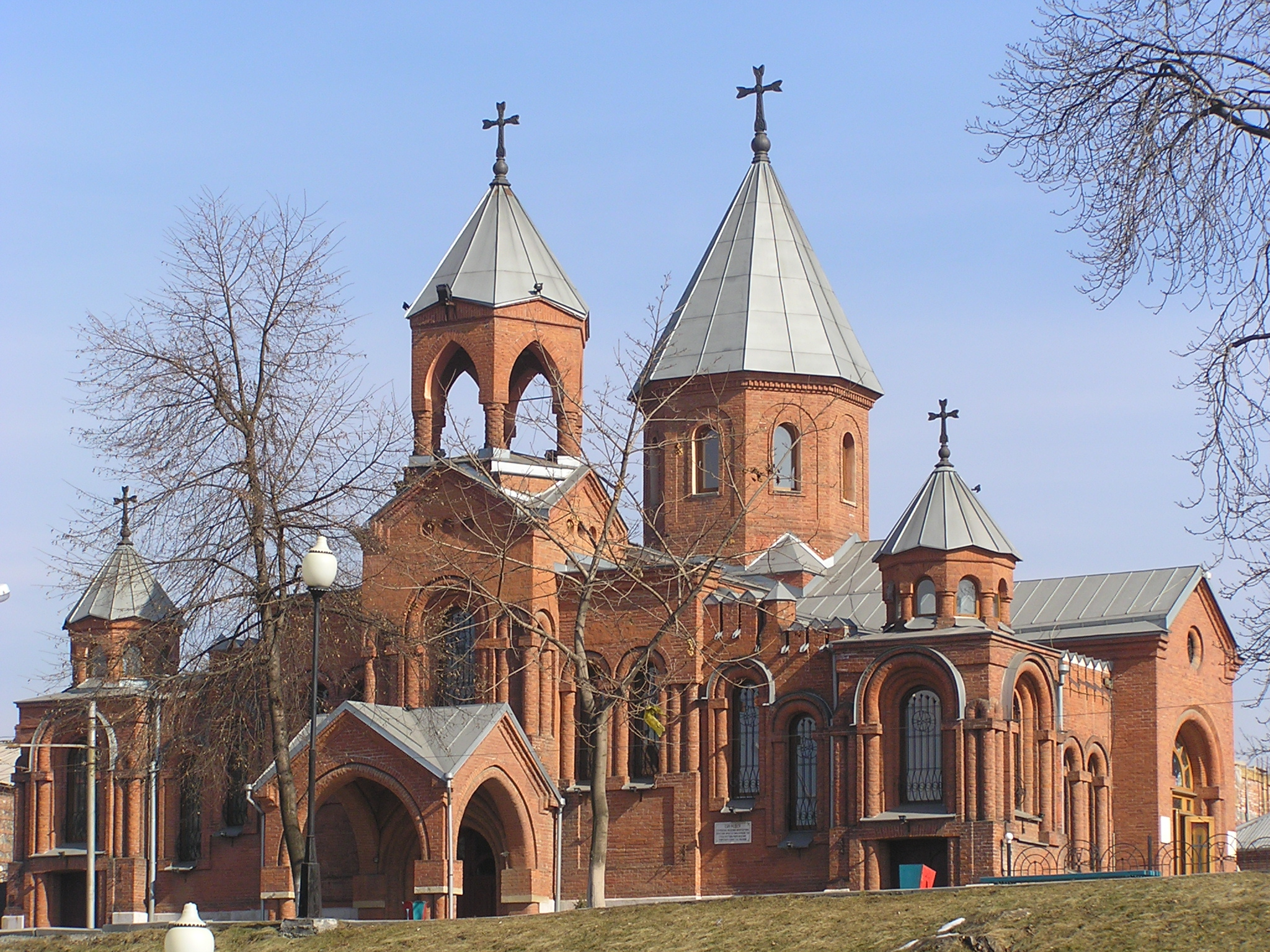
Армянская церковь Григория Просветителя

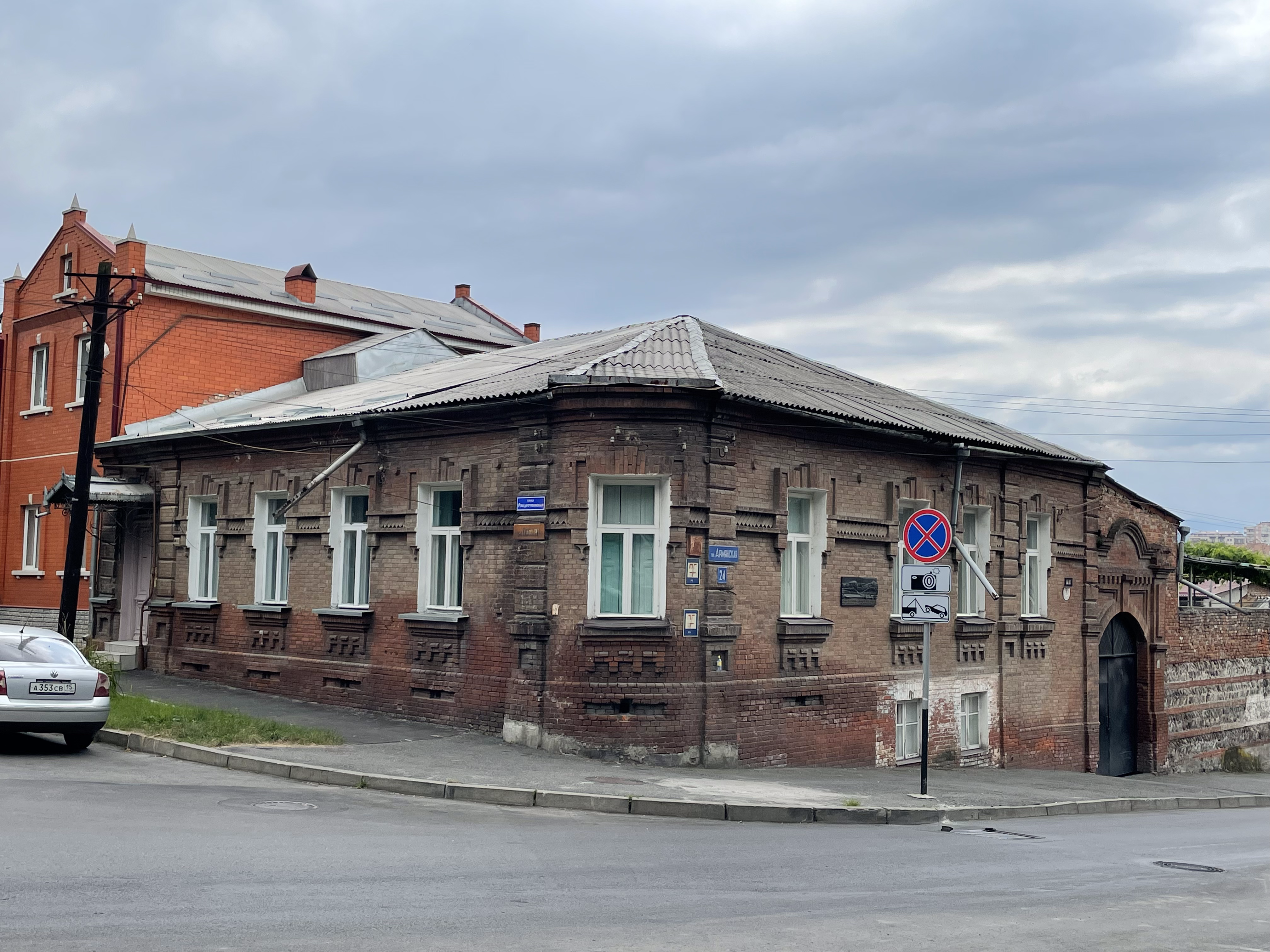
Дом Коста Хетагурова на углу улиц Армянская и Рождественская

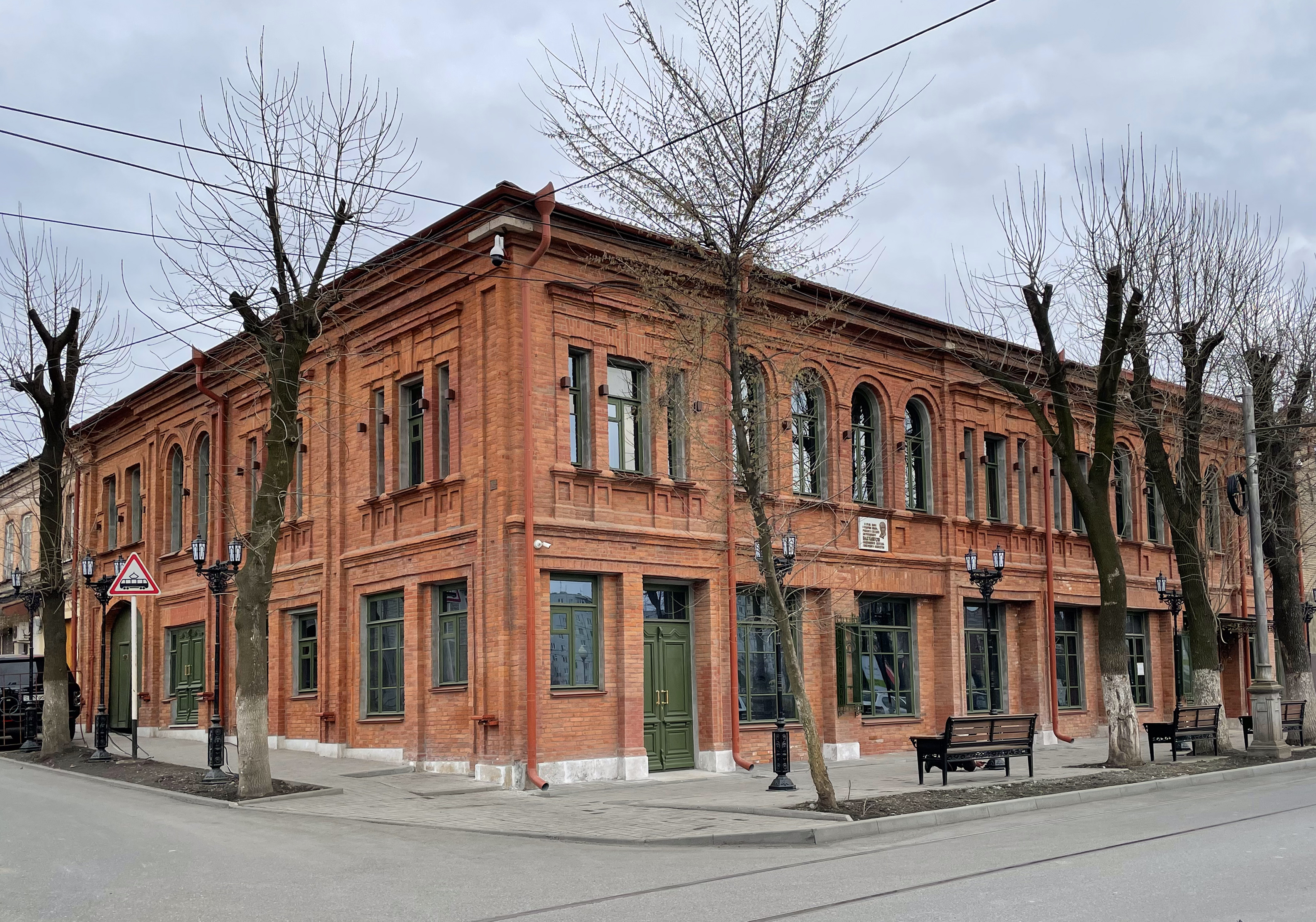
Дом Евгения Вахтангова

Армя́нская у́лица (осет. Сомихаг уынг) — улица во Владикавказе, Северная Осетия, Россия. Улица располагается в Иристонском муниципальном округе Владикавказа между улицами Чермена Баева и Комсомольской. Начинается от улицы Чермена Баева.
Является южной границей исторического центра, причисленного к выявленным объектам культурного наследия регионального значения. Улицу Армянскую пересекают улицы Цаголова, Осетинская, Димитрова и Ватутина. C чётной стороны улицы Армянской начинаются Кривой переулок, улицы Рождественская улица, улицы Алибека Кантемирова, Койбаева и Кутузова.

## История
Названа в честь армянских жителей Владикавказа, которые в XIX веке составляли преимущественное большинство, проживавших на данной улице. На улице находились дома армян-купцов Бесолова, Киракозова, Оганова и Мамулова. На улице действовали армянская школа и армянское благотворительное общество.
Образовалась в середине XIX века и впервые была отмечена на карте «Кавказского края», которая издавалась в 60 — 70-е годы XIX века. Первое название улицы было улица Вревская и называлась она так в честь барона Ипполита Александровича Вревского — участника штурма аула Китури 20 августа 1858 года. Бывшая «Вревская улица» огранивалась современным участком между улицами Чермена Баева до Войкова. Вревская улица упоминается в Перечнях улиц, площадей и переулков от 1911 и 1925 годов. Данное название просуществовало до 10 мая 1935 года, когда решением Президиума Городского Совета улица Вревская была переименована в улицу Заурбека Калоева.
Название улица Заурбека Калоева просуществовало до 16 ноября 1938 года, когда улица решением Президиума Городского Совета она была переименована в Школьную улицу (в 1976 году Степная улица была переименована в улицу Заурбека Калоева).
16 января 1939 года улица Школьная была переименована в улицу Армянскую.

## Значимые здания и учреждения
Объекты культурного наследия
- д. 1/ Чермена Баева — Церковь святого Григория Просветителя. Здание церкви является объектом культурного наследия федерального значения[6]
- д. 2/ Чермена Баева — Дом Евгения Вахтангова. В этом доме проживал табачный фабрикант Багратион Сергеевич Вахтангов, в семье которого родился в 1883 году известный театральный деятель Евгений Вахтангов.
- д. 6/ Гаппо Баева, 22 — мастерская Османа Омарова. Памятник архитектуры[7].
- д. 18/ Осетинская, 9 — бывший дом полковника В. Хетагурова. Памятник истории[7].
- д. 19 — памятник истории[8]. Дом, где в 1881—1929 годах жил композитор Павел Богданович Мамулов.
- д. 21 — памятник архитектуры. Казарма Владикавказского гарнизона и участок примыкающей крепостной стены[7].
- д. 21 — 23 — памятник архитектуры. Бывшая Армянская школа. Здания, в которых во время Великой Отечественной войны размещались подразделения Красной Армии. Памятник архитектуры регионального значения[9])[8].
- д. 24/ Рождественская, 2 — памятник истории. Дом Коста Хетагурова, который не был достроен в связи с тяжелой болезнью и отъездом поэта в село Георгиевско-Осетинское[7].

Другие объекты
- Здание министерства сельского хозяйства и продовольствия Северной Осетии.

## Источник
- Карта Кавказского края, издание картографического заведения А. Ильина, СПб, 60 — 70-е года XIX века.
- Владикавказ. Карта города, изд. РиК, Владикавказ, 2011
- Кадыков А. Н., Улицы, переулки, площади и проспекты г. Владикавказа: справочник, изд. Респект, Владикавказ, 2010, стр. 24 — 26, ISBN 978-5-905066-01-6
- Киреев Ф. С., По улицам Владикавказа, изд. Респект, Владикавказ, 2014, стр. 7 — 8, ISBN 978-5-905066-18-4.
- Торчинов В. А., Владикавказ., Краткий историко-краеведческий справочник, Владикавказ, Северо-Осетинский научный центр, 1999, стр. 90, 91, 94, ISBN 5-93000-005-0